# Pierre Pruvost
Pour les articles homonymes, voir Pruvost.
Pierre Pruvost (né à Amiens le 15 février 1921 et mort à Antibes le 8 février 2008) est un peintre français, qui obtint le prix Fénéon en 1951, et la même année le prix Abd-el-Tif,qui lui permit de résider deux ans en Algérie où il a beaucoup peint notamment en Kabylie, à Béjaïa (Bougie à l'époque), à Tipaza, et dans le Grand sud algérien ; peintre coloriste reconnu, sociétaire du salon d'Automne.

## Expositions
- Paris, mars 1950 Galerie Guiot, Alger 1952, villa Abd el Tif, Paris 1955-1956 Galerie Charpentier, "L'École de Paris", 1961,1963,1972, galerie Versailles 1992;
- Exposition artistique de l'Afrique française Cercle algérianiste (Anriboul), musée de Cagnes-sur-Mer, 1993, "Hommage à Pierre Pruvost 50 ans de peinture".

## Collections publiques
- Musée des Beaux-Arts d'Alger[2]
- F.N.A.C
- Mairie de Gueret
- Musée de Poitiers[2]
- Musée d'Amiens[2]
- Musée de Belfort
- Musée de Tipasa
- Musée des Beaux-Arts et d'archéologie de Besançon : Le pont du chemin de fer et la péniche[3]
- Musée de Montpellier
- Musée des Beaux-Arts Denys Puech de Rodez : Port d'Alger[4]
- Musée d'Avignon
- Musée de Saint-Cyprien
- Musée de Turin[Lequel ?]
- Musée de Bagnols-sur-Ceze
- Musée d'Antibes
- Collection Pierre Pruvost.

## Sources et bibliographie
- Elizabeth Cazenave, La Villa Abd el Tif, un demi-siècle de vie artistique en Algérie, 1907-1962, éditions ABd el Tif, 1998  (ISBN 2-9509861-1-0).
- Elizabeth Cazenave, Les Artistes de l'Algérie, Dictionnaire des peintres, Sculpteurs, graveurs, 1830-1962, 2001  (ISBN 2-909034-27-5).